# Paraverbeekina
Paraverbeekina es un género de foraminífero bentónico considerado un sinónimo posterior de Verbeekina de la subfamilia Verbeekininae, de la familia Verbeekinidae, de la superfamilia Fusulinoidea, del suborden Fusulinina y del orden Fusulinida. Su especie tipo era Paraverbeekina pontica. Su rango cronoestratigráfico abarcaba el Pérmico.

## Discusión
Clasificaciones más recientes incluirían Paraverbeekina en la superfamilia Neoschwagerinoidea, y en la subclase Fusulinana de la clase Fusulinata. Paraverbeekina fue propuesto como un subgénero de Verbeekina, es decir, Verbeekina (Paraverbeekina).

## Clasificación
Paraverbeekina incluía a las siguientes especies:
- Paraverbeekina guizhouensis †
- Paraverbeekina kangdingica †
- Paraverbeekina pontica †
- Paraverbeekina umbilicata †
- Paraverbeekina xiangchengensis †